# Neoclytus centurio
Neoclytus centurio là một loài bọ cánh cứng trong họ Cerambycidae.